# Binary XML
Binary XML ist ein Oberbegriff für die Versuche, ein XML-Dokument in einer binären Repräsentation statt einer reinen Textform zu speichern.
Momentan gibt es keinen einheitlichen Standard, sondern mehrere, konkurrierende Formate, als Beispiele seien hier WBXML, EBML, XBMF und EXI genannt. Dadurch ergibt sich, dass „Binary XML“ je nach Anwender verschiedene Bedeutung haben kann. So wird manchmal von einer binären Kodierung des XML-Dokumentes ausgegangen, während es in anderen Fällen darum geht, binäre Daten in einem XML-File zu speichern. Ein gzip-komprimiertes XML-Dokument kann auch als Binary XML verstanden werden.
Die Vorteile einer binären Darstellung liegen in der kleineren Dateigröße, der Möglichkeit des wahlfreien Zugriffs sowie der Indizierung und leichteren Syntaxanalyse (letzter Punkt wird in der „Community“ allerdings kontrovers debattiert).
Nachteilig ist, dass binäre XML-Dokumente nicht mehr einfach in einem Texteditor editiert werden können.